# Dora Zmeu
Dora Zmeu (n. 1888, Zlatna, județul Alba – d. 1963, București) a fost un deputat în Marea Adunare Națională de la Alba Iulia , organismul legislativ reprezentativ al „tuturor românilor din Transilvania, Banat și Țara Ungurească”, cel care a adoptat hotărârea privind Unirea Transilvaniei cu România, la 1 decembrie 1918  :p. 229.

## Biografie
A făcut școala primară germană, Liceul Maghiar din Brașov, Liceul din Sibiu și a urmat cursuri de filosofie la Viena :p. 229.

## Activitatea politică
Ca deputat în Adunarea Națională din 1 decembrie 1918, Dora Zmeu a fost delegată a Cercului electoral Deva :p. 229.